# Aprostocetus thalesi
Aprostocetus thalesi är en stekelart som beskrevs av Girault 1936. Aprostocetus thalesi ingår i släktet Aprostocetus och familjen finglanssteklar. Inga underarter finns listade i Catalogue of Life.